# De Nora
Industrie De Nora S.p.A. es una empresa multinacional italiana con sede en Milán que opera en la industria electroquímica. La compañía es el principal proveedor mundial de electrodos para todos los principales procesos electroquímicos industriales.

## Historia
La empresa fue fundada en 1923 por el ingeniero italiano Oronzio De Nora, quien también inventó el desinfectante Amuchina, entre otras cosas.
En 1969, la empresa inició un proceso de expansión geográfica, ingresando a diversos mercados extranjeros, comenzando por Japón y luego expandiéndose a Singapur, Brasil, India, China y Alemania, estableciendo tanto subsidiarias como empresas conjuntas.
Desde 2015, la empresa también opera en el sector de filtración y tratamiento de aguas, aplicando su experiencia tecnológica en este campo.
En diciembre de 2021, se anunció que Industrie De Nora, a través de una empresa conjunta con la compañía alemana Thyssenkrupp, había obtenido el suministro de sistemas de electrólisis necesarios para la construcción de la planta de producción de hidrógeno verde más grande del mundo, parte del proyecto Neom en Arabia Saudita.
En 2022, la empresa se cotizó en la Bolsa de Italia.

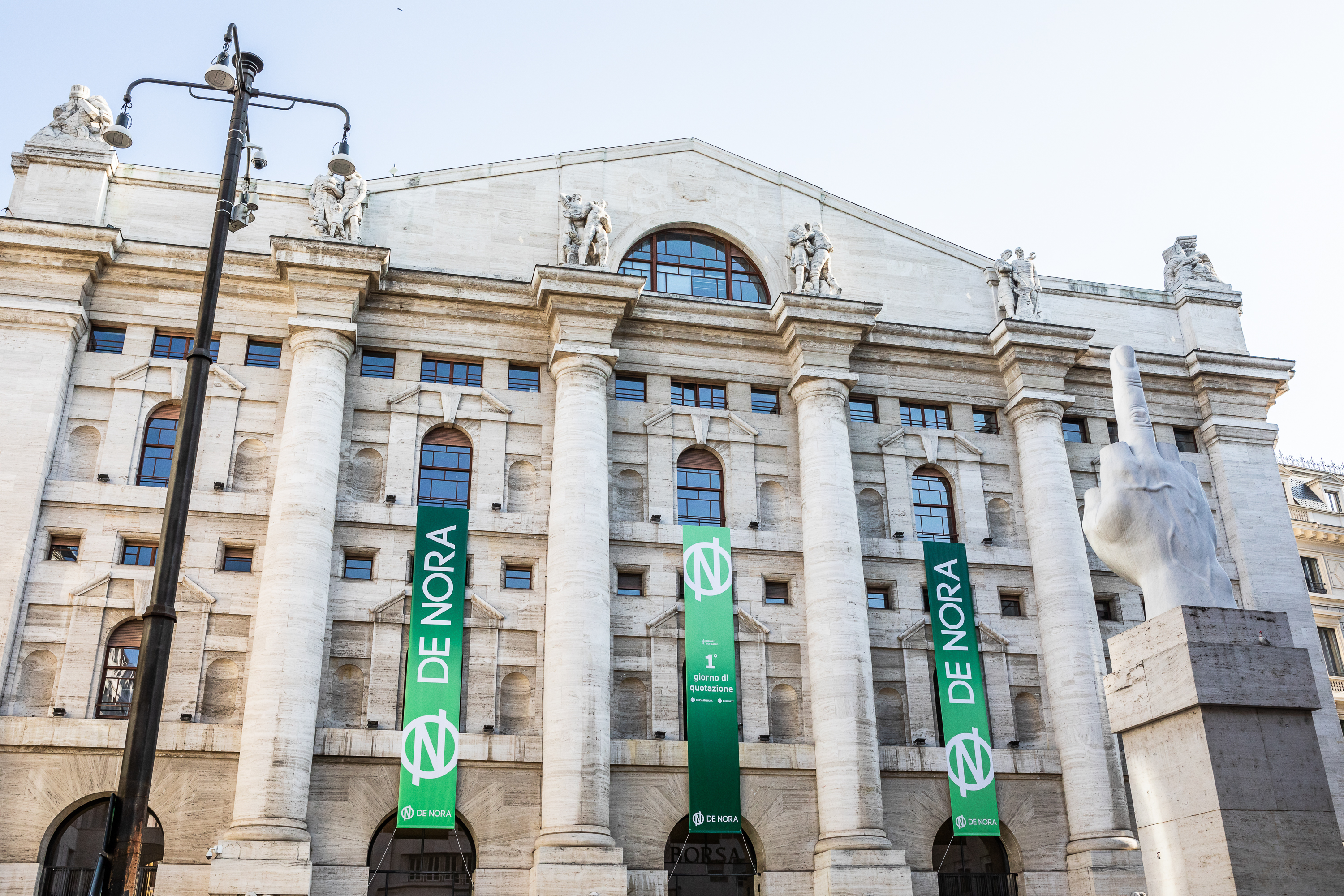
La Bolsa de Milán el día de la cotización de De Nora

## Operaciones
Industrie De Nora opera en la industria electroquímica a través de la producción de electrodos con diversas aplicaciones. Estas aplicaciones se refieren a tres mercados principales: el de las aplicaciones industriales, el del tratamiento de agua y el de la transición energética, en el campo de la producción de hidrógeno verde.
Con una cifra de negocios de 852,826 millones de euros y una ganancia neta de 89,665 millones de euros en 2022, la compañía está presente en diversas geografías, incluyendo Italia, Alemania, Reino Unido, Estados Unidos, Brasil, Emiratos Árabes Unidos, India, China, Japón y Singapur.